# بيبي سوريانو
بيبي سوريانو (بالإسبانية: Pepe Soriano)‏ هو كاتب سيناريو وممثل أرجنتيني، ولد في 25 سبتمبر 1929 في بوينس آيرس في الأرجنتين.

## وصلات خارجية
- بيبي سوريانو على موقع IMDb (الإنجليزية)
- بيبي سوريانو على موقع أول موفي (الإنجليزية)
- بيبي سوريانو على موقع قاعدة بيانات الأفلام السويدية (السويدية)
- بيبي سوريانو على موقع قاعدة بيانات الفيلم (الإنجليزية)
- بيبي سوريانو على موقع كينوبويسك (الروسية)